# 15606 Winer
15606 Winer eller 2000 GU122 är en asteroid i huvudbältet som upptäcktes den 11 april 2000 av den amerikanske astronomen Charles W. Juels vid Fountain Hills-observatoriet. Den är uppkallad efter Irvin M. Winer.
Asteroiden har en diameter på ungefär 4 kilometer